# Пещера Трипольская
Пещера Трипольская — геологический памятник природы местного значения. Находится в Бахмутском районе Донецкой области на окраине села Триполье. Пещера находится в правом борту безымянного притока реки Мокрая Плотва.
Статус памятника природы присвоен решением областного совета н.д. от 25 марта 1995 года. Площадь — 5 га. Пещера Трипольская естественного карстового происхождения. Полость пещеры образована в гипсах, вследствие выщелачивания инфильтрующихся атмосферных осадков и подземных вод.
Пещера «Трипольская» была открыта в ноябре 1971 года спелеоразведкой Киевской лаборатории спелеологических исследований.
Пещера была обследована Донецкой областной спелеокомиссией в 1978 году. К исследованию пришлось привлекать аквалангистов из СТК «Корифена». 46-метровый сифон был пройден, но не смогли провести топографическую съёмку из-за сильного замутнения сифона. Полная топографическая съёмка пещеры без сифона была выполнена в 1985 году и повторно в 1986 году.
Пещера заложена по тектоническим трещинам и трещинам напластования в белом мелкокристаллическом гипсе. Длина пещеры — 210 метров. Средняя высота пещеры 1,6 метра. Средняя ширина пещеры 2,2 метра.
Вход в пещеру представляет собой узкую косую щель. За входом находится Озёрный зал. На полу озёрного зала толстый слой буровато-палиевых суглинков. В середине зала есть подземное озеро. Средняя глубина озера — 0,6 метра. Наибольшая глубина озера — 1,8 метра. Площадь озера при минимальном уровне равна 120 м². На дне озера толстый слой буровато-палиевых суглинков. Суглинки, покрывающие пол пещеры и дно озера, попадают в пещеру вместе с паводковыми водами.
Озёрный зал вытянут в северо-восточном направлении. В зале есть большое количество боковых ответвлений. Большая часть из них заканчиваются тупиками. В юго-западной части Озёрного зала есть закрытый сифон, и свод уходит под воду. Через сифон можно попасть в ещё один зал. Боковые ответвления в этом зале приводят в тупики.
Из Озёрного зала можно попасть в Дальний зал. К нему ведёт ход в северо-западном направлении. Нужно пройти узкий шкуродёрный ход, полусифон и галерею.
Дальний зал имеет несколько боковых ответвлений. Все боковые ответвления приводят в тупики и завалы. На полу озёрного зала толстый слой буровато-палиевых суглинков. Дальний зал имеет разные уровни обводнения по годам.
Полусифон в ходе от Озёрного зала к Дальнему имеет разные уровни обводнения по годам. Иногда полусифон полностью закрывается.